# ジェリー・パラシオス
ジェリー・ネルソン・パラシオス・スアソ（Jelly Nelson Palacios Suazo, 1982年5月13日 - ）は、ホンジュラス・アトランティダ県ラ・セイバ出身のサッカー選手。ホンジュラス代表。ホンジュラス・プロサッカー・ナショナルリーグ・CDレアル・ソシエダ所属。ポジションはフォワード。

## 経歴
2002年にホンジュラス代表デビュー。2010、2014 FIFAワールドカップにも出場した。ホンジュラス代表で通算25試合に出場、2得点をあげた。

## エピソード
- 5人兄弟の次男。一番下の弟以外はサッカー選手である。兄はミルトン・パラシオス、一番年が近い弟はウィルソン・パラシオス、四男はジョニー・パラシオス。いずれも、ホンジュラス代表歴がある。
- パラシオスの弟エドウィンは2007年10月に両親が住む実家から誘拐され、家族は誘拐犯に約20万ドル（約2,000万円）の身代金を払ったが、エドウィンは解放されず、2009年5月に殺害されていたことが明らかになった[2]。

## 代表歴

### 出場大会
- ホンジュラス代表
  - 2010 FIFAワールドカップ
  - 2014 FIFAワールドカップ

### 試合数
- 国際Aマッチ 25試合 5得点（2002年-2014年）[1]

| ホンジュラス代表 | 国際Aマッチ | 国際Aマッチ |
| 年               | 出場        | 得点        |
| ---------------- | ----------- | ----------- |
| 2002             | 1           | 0           |
| 2003             | 0           | 0           |
| 2004             | 3           | 3           |
| 2005             | 0           | 0           |
| 2006             | 2           | 0           |
| 2007             | 0           | 0           |
| 2008             | 0           | 0           |
| 2009             | 3           | 0           |
| 2010             | 4           | 1           |
| 2011             | 0           | 0           |
| 2012             | 0           | 0           |
| 2013             | 7           | 0           |
| 2014             | 5           | 1           |
| 通算             | 25          | 5           |